# Top Gear 3000
Top Gear 3000 lanzado en Japón como The Planet's Champ: TG3000 (プラネットチャンプ TG3000?), es un videojuego de carreras desarrollado por Gremlin Interactive y publicado por Kemco para la Super Nintendo. Es el tercer juego  en la trilogía de Top Gear original, y el último en la serie en ser desarrollado por Gremlin. 3000 fuertemente se parece al Top Gear 2 anterior, pero está puesto en un futuro lejano.

## Comparación con las series
Situar este juego mil años en el futuro permitió a los desarrolladores incluir de forma verosímil tecnologías futuristas e improbables, y abandonar el relativo realismo de Top Gear 2.
Las mejoras de los coches eran más amplias que en Top Gear 2, y por primera vez en la serie aparecían "armas". Las mejoras incluían un motor de fusión nuclear, un kit de blindaje de cobalto-titanio y una caja de cambios de polímero líquido; las armas incluían un dispositivo para saltar por encima de los coches, un dispositivo de warp drive y un atractor magnético para robar energía cinética a otros coches.
Debido a las capacidades del nuevo chip DSP-4 utilizado para este juego, fue el primer juego de la serie en el que fue posible dividir la pista en dos direcciones distintas con longitudes diferentes, a veces haciendo intencionadamente que una ruta fuera mucho más rápida que la otra. Top Gear 3000 fue el único juego de la historia de Super NES que utilizó este chip.

## Historia
La introducción declara que benefactores y financiadores anónimos han creado una campaña masiva de carreras galácticas al comienzo de cada milenio y recompensan al ganador con "riquezas inimaginables".
El manual de instrucciones ofrece una historia distópica más detallada. Corre el año 2962 (y no el 3000, como indica el título del videojuego). Cinco siglos antes, la XVII Guerra Mundial devastó la mayoría de los planetas colonizados de la Vía Láctea. El Conglomerado Galáctico de Planetas Unificados, que controla la Oficina de Entretenimiento Razonable, ha mantenido una era de calma y coexistencia pacífica mediante la supresión sistemática de cualquier pensamiento o acción radical que pueda "alborotar" a las enormes masas de ciudadanos que pueblan los doce sistemas estelares bajo su jurisdicción. Cualquier cosa remotamente parecida a "diversión" ha sido analizada y esterilizada.
Los forajidos amantes de las emociones fuertes, con demasiado dinero y poca emoción en sus vidas para mantenerse ocupados, recurren al The Top Gear 3000 Challenge. Una vez cada milenio, los conductores más ricos, valientes y hábiles lo arriesgan todo en esta carrera automovilística a través de los planetas del Conglomerado.

## Jugabilidad
El juego tiene dos modos distintos de gameplay, con el campeonato que es el más expansive.  Los coches están limitados por la gama de su combustible, y de la condición de su marco; combustible de beneficio de los jugadores por conducir sobre el rojo Recharge cintas, y reparar la integridad estructural de su coche por conducir sobre las cintas de Reparación azules.

### Campeonato
En modo de Campeonato, uno o dos jugadores pueden jugar, o un jugador puede jugar con la pantalla partida entre su/su vista y que de un AI adversario.  Los jugadores empiezan fuera con coches idénticos y puede cambiar el color, nombre, unidades de velocidad (MPH o km/h), y el diseño de botón.  Diferente en juegos de Marcha Superiores anteriores con unos cuantos pre-generó diseños, los jugadores pueden ajustar cualquier función a cualquier botón deseó.
Cada carrera contiene un paquete de veinte coches, con dieciocho o diecinueve nombró AI adversarios.  Después de que las carreras están ganadas, los jugadores entonces gastan ganados abona reemplazar el motor, gearbox, neumáticos, armadura, impulso, y añadiendo "capacidad" de armas.  El AI los adversarios no adquieren upgrades, pero crecer firmemente más rápido durante el campeonato.  Las bonificaciones de varias cantidades pueden ser colocadas en la pista como iconos esféricos, u otorgados para actividades de conductor seguro después del fin de cada carrera como bonificaciones secretas.
Estas bonificaciones son:
- Bonificación secreta Un: Acabando la carrera con un impulso activo (30000 créditos)
- Bonificación secreta B: Secreto (50000 créditos) (Algunos haber speculated que esta bonificación está dada si  acabas primero con el contador de segundos en el éter de ser del reloj 11, 22, 33, 44, o 55.)
- Bonificación secreta C: Ninguna colisión con otro coche durante la carrera (70000 créditos)
- Bonificación secreta D: Ninguna colisión con obstáculos encima o de la pista (40000 créditos)
- Bonificación secreta E: Ninguna conducción fuera-carretera (20000 créditos)

Total: 210000 créditos
Algunos corre intencionadamente tener menos de mínimo recharge cintas, forzando el jugador para correr fuera de gasista. Cuando los coches son futuristas, los coches pueden sostener una velocidad grande incluso sin gasista, haciéndolo posible para ganar carreras sin recharging. Pero si el jugador pega un árbol u otro objeto que marcas el coche pierde demasiada velocidad, el automovilístico entonces correrá en una velocidad muy baja, casi no moviendo. La manera única de hacer la velocidad de beneficio automovilística otra vez es por atropellar una cinta roja, utilizando el attractor en otro coche, siendo alcanzado por un coche rápido o utilizando un impulso de nivel 4 o más alto. También, los motores nucleares pueden mantener la velocidad incluso cuándo el jugador no tiene gasista.

### Mejoras
No todo upgrades es disponible desde el principio del campeonato. Cuando los progresos de jugador a través del campeonato, motores nuevos, gearboxes, neumáticos, armadura, el impulso y las armas devienen disponibles. El juego tiene tres encuadres de dificultad, cada haciendo el campeonato más largo, y el AI los coches más rápidos. En el fácil y encuadres de dificultad del medio, no todo el nivel 6 componentes devienen disponibles, impidiendo el jugador de adquirir todo disponible upgrades.
Las armas no influyen el otro racers en absoluto. Puedes saltar otros coches, urdimbre a través de otros coches e incluso atraer vuestro coche hacia otro, pero estas armas sólo afectan vuestro coche. El jugador puede ciclo entre las armas que utilizan el L o R botones de gatillo.
- Salto
  - El salto es la arma única  controlado por el jugador que tiene ningún límite de usos. Suele conseguir bonificaciones, saltar otros coches o incluso obstáculos. Es muy útil a principios de la carrera, cuándo el jugador es lejos detrás y tiene muchos coches para pasar.
- Urdimbre
  - La arma de urdimbre hace el coche desaparece para aproximadamente 1.5 segundos, viaje a través de la pista (haciendo cualesquier vueltas correctamente a lo largo de la manera) y entonces reaparecer. Los viajes automovilísticos esta distancia casi instantáneamente, así que  pueda soler coches de pase adelante para evitar un accidente. Mientras invisible, el coche es inmune a cualquier obstáculo o coche, pero todavía puede recoger cualesquier bonificaciones a lo largo de la manera. La arma de urdimbre está limitada a cuatro usos.
- Attractor
  - El attractor la arma coloca un objetivo encima pantalla, y cuándo  hay otro automovilístico a la vista, el objetivo sigue el automovilístico encima pantalla. Si el jugador empieza para utilizar el attractor arma, su vehículo obtiene la velocidad del vehículo apuntado. El otro automovilístico aun así, no pierde cualquier momento. El attractor la arma está limitada a un gauge similar a aquello del combustible gauge. El attractor puede ser utilizado constantemente para aproximadamente 10 segundos, pero el jugador puede decidir encima qué frecuentemente  lo utilizan.
- Infrarrojo
  - La arma infrarroja es la arma única  no controlado por el jugador. El infrarrojo está girado encima en cada nighttime carrera y fuera en cada daytime carrera. Cuándo girado encima, la pantalla está cubierta con un tono de rojo y  es mucho más fácil de ver y evitar obstáculos y coches.
- Impulso
  - La arma de impulso es la arma única  que el jugador empieza el juego con, y la arma única que es upgradeable. La arma de impulso aumenta la velocidad del coche para un tiempo limitado. Upgrading La arma de impulso significa el impulso será más fuerte y último más largo. Principio de nivel de impulso 4,  es posible de hacer la velocidad de beneficio automovilística otra vez del estado casi parado sin combustible. La arma de impulso está limitada a cuatro usos, pero algunas bonificaciones en la carrera da usos de impulso extra al jugador.
- Desconocido 'P'
  - Realmente es un misterio y no mostrado en el gameplay. Los fabricantes de juego crearon esta característica/upgrade para un propósito inexplicado adicional. El icono es una caja blanca  con un "P",  es desconocido qué  significa o qué  hace.
  - Actually ''unknown P'' was re-discovered by a Player , the upgrade it's called White out , and it's a countermaneuver for Attractor , used in Multiplayer mode or was meant to be.

El upgrade aparece una vez  cambias el orden de letras de contraseña.

### Versus
En Versus Modo, hasta cuatro jugadores pueden jugar con la adición de un multitap.  La pantalla es siempre partida cuatro maneras; si  hay menos que cuatro jugadores, AI los adversarios formarán arriba del resto.  Cada carrera es una posición -asunto solo en una pista sola, con los jugadores que escogen de cuatro velocidad diferente/combinaciones/de impulso de la aceleración (similares a Marcha Superior original) antes de la carrera empieza.

### Contraseñas
Marcha superior 3000 emplea un sistema de contraseña qué deja el jugador a resume gameplay después de cambiar la consola fuera. Restaura todo adquirió upgrades y estado de campeonato. El sistema de contraseña también puede ser utilizado para trampas, un comunes uno cuál utiliza un B para cada ranura (BBBB BBBB BBBB BBBB BBBB B) para dar los millones de jugador de créditos qué entonces deja para todo upgrades para ser finalmente adquirido cuando  están desarrollados. El juego defaults a dificultad de medio, el cual significa aquello no todo upgrades es nunca desarrolló. Empieza en la segunda carrera. Otras trampas de contraseña existen.

## Recepción
Encima liberación, Famicom Tsūshin puntuó el juego un 21 fuera de 40. GamePro Comentó que el juego es sólido, pero derivado. Elaboraron que las armas no son verdaderamente importantes a la acción y que muchos de los exteriores espaciales locales "mirada sospechosamente Earthlike", dejando el "fabuloso" modo de cuatro jugadores como el elemento único para poner Marcha Superior 3000 aparte de los muchos racers cuál lo precedió. Poder de Nintendo lo dio un índice de 3.2/5.